# Голова земної кулі
Голова земної кулі (рос. Председатель земного шара) — вигадане звання, придумане російським письменником Велимиром Хлєбниковим, першим Головою земної кулі. Звання означає приналежність до Товариства голів земної кулі.

## Товариство Голів земної кулі або «Союз 317»

### Історія утворення
Товариство Голів земної кулі (або «Союз 317») — одна з поетичних утопій Велимира Хлєбникова, створена ним у 1915–1916 рр.
Товариство Голів земної кулі повинне було складатися з 317 членів і здійснювати ідею світової гармонії. Ця ідея народилася у поета ще у 1915 році, коли, міркуючи про природу часу й людської історії, він вивів й обґрунтував особливе значення числа 317.
У 1917 році Хлєбніков видав «Заклик Голів Земної кулі» (рос. «Воззвание Председателей Земного Шара») — декларацію глобального заперечення держав і націй в ім'я космічної долі людства.

До числа Голів, окрім Хлєбникова, шляхом збору підписів спочатку в Москві, потім у Санкт-Петербурзі, було приписано значну кількість митців. Зокрема Головами земної кулі стали поети В'ячеслав Іванов (одним з перших), Давид Бурлюк, Сергій Маковський, Василь Каменський, Микола Асєєв, Рюрик Івнев, Дмитро Петровський, Михайло Кузьмин, Рабіндранат Тагор, художниця М. М. Сінякова-Уречина, композитор Сергій Прокоф'єв, політик Олександр Керенський, голова Тимчасового уряду, англійський письменник-фантаст Герберт Веллс, італійський футурист Ф. Т. Марінетті та інші. Сам Хлєбников писав: 
|  | Нашим завданням у Петрограді було подовжити список Голів, відкривши рід полювання за підписами, і незабаром у список увійшли… члени китайського посольства Тінь-Ю-Лі і Янь-Юй-Кай, молодий абіссінець Алі-Серар, письменники Євреїнов, Зданевич, Маяковський, Бурлюк, Кузмин, Каменський, Асєєв, художники Малевич, Куфтин; Брік, Пастернак, Спасський, льотчики Богородський, Г. Кузмін, Михайлов, Муромцев, Зиґмунд (голова секції музики), американці — Крауфорд, Віллер і Девіс, і багато інших. |

Однак публічне обрання самого Хлєбникова Головою земної кулі мало місце значно пізніше. 9 квітня 1920 року в Харкові на сцені міського театру з ініціативи Сергія Єсеніна й за участю Анатолія Маріенгофа та інших імажиністів відбулося «карнавально-блазнівське» обрання Хлєбникова Головою земної кулі.

### Продовження ідеї після смерті Хлєбникова

#### Народження традиції «з рук у руки»
Після смерті Хлєбникова його ідея стала літературознавчим фактом. Але придумане їм звання не було забуто, хоча й перетерпіло видозміну, ставши свого роду елементом своєрідної літературної гри й передаючись переважно «з рук у руки». Російська діячка Сінякова-Уречина Марія Михайлівна на початку 1980-х років у Москві обрала Головами ряд молодих петербурзьких художників і мистецтвознавців, що об'єдналися під ім'ям «Нові художники», у число яких входили: Новиков Тимур Петрович та Сергій Бугаєв-Африка. За посередництвом М. М. Сіняковой-Уречиной були також обрані в число Голів земної кулі поети: Сергій Юрійович Черепанов (нар. 1955) та Олександр Аркадійович Верхман (нар. 1937).
Спадкоємцем Хлєбникова після його смерті став Григорій Пєтніков (1894–1971), який був одночасно з Хлєбниковим обраний віце-Головою на театралізованої церемонії у Харкові у 1920 році. Незадовго до своєї смерті, в 1963 році, Пєтніков обрав у Голови поета Леоніда Вишеславського. Леонід Вишеславський (1914–2002) в 1998 році обрав Юрія Каплана (1937–2009).
Ще одним з Голів — «Велимиром ІІ в Державі Часу», — вважав себе Туфанов Олександр Васильович. Щоправда, у гучний титул він вніс уточнення: «Голова земної кулі Зауму».

#### Прапороносець Голів земної кулі
У 2001 році Леонід Вишеславський вигадав ще одне звання — «Прапороносець Голів земної кулі» (помічник Голів земної кулі у виконанні їхньої історичної місії). Першим Прапороносцем Голів земної кулі став Анатолій Мозжухін.
А. Мозжухін, у свою чергу, став ініціатором створення символіки Голів земної кулі — Прапора Голів земної кулі та Нагрудного знака Голови земної кулі. Прапор Голів виготовлений за описом Велимира Хлєбникова — червона блискавка на блакитному полотнищі. Нагрудний знак — зірка з титану, зварена спеціальним зварюванням в Інституті ім. Патона НАН України. Після трагічної загибелі Вишеславського, поета під схиленим Прапором Голови земної кулі проводили в останню путь від Будинку письменників (Київ) на Байкове кладовище. Спадкоємець Вишеславського Юрій Каплан під цим Прапором проводив творчі заходи та літературні фестивалі Всеукраїнського творчого союзу «Конгрес літераторів України». Також Юрія Каплана, після його трагічної загибелі, провели в останню путь під цим Прапором з траурними стрічками.
У 2014 році, до 100-річчя від дня народження Леоніда Вишеславського, Анатолій Мозжухін (виходячи з заповіту Вишеславського «…з надією, що таких прапороносців буде багато й вони допоможуть Головам виконати їхню історичну місію») удостоїв звання «Прапороносець Голів земної кулі» 13 літераторів, вручивши їм Посвідчення й настільні копії Прапора Голови земної кулі, а у 2017 році — ще 5 літераторів, довівши загальну кількість «Прапороносців» (не рахуючи Мозжухіна) до 18 (станом на 2018 рік):
1. Ковальский Юрій Владиславович (Київ)
2. Стус Дмитро Васильович (Київ)
3. Федоров Олег Миколайович (Олег Никоф) (Київ)
4. Борозенцев Леонід Леонідович (Вінниця)
5. Скорик Світлана Іванівна (Запоріжжя)
6. Басиров Валерій Магафурович (Сімферополь)
7. Спектор Володимир Давидович (Луганськ)
8. Матвеєва Любов Володимирівна (Балаклава)
9. Масалов Анатолій Кирилович (Алупка)
10. Потапова Алла В'ячеславівна (Київ)
11. Гордієнко Тамара Митрофанівна (Севастополь)
12. Заїченко Віталій Гаврилович (Ізраїль)
13. Юрченко Анатолій Петрович (Кіровоградська область)
14. Морозова-Мавроді Наталія Володимирівна (Луганськ)
15. Нечипорук Іван Іванович (Горлівка)
16. Маслов Володимир Володимирович (Мукачево)
17. та 18. Марина та Сергій Дяченки (США, Каліфорнія)

## Вибірковий список голів земної кулі, пов'язаних з Україною

### XX сторіччя
- Велимир Хлєбников[4]
- Григорій Пєтніков. Обраний одночасно з Хлєбниковим у Харкові.[4]
- Леонід Вишеславський (з 1963 року по 2002)[4]. Отримав звання від Г. Пєтникова.

### XXI сторіччя
- Юрій Каплан (з 1998 по 2002 віце-Голова, Голова с 2002 по 2009)[5]. Отримав звання від Л. Вишеславського.
- Олена Заславська, Луганськ (з 2006)[8]. Обрана на Фестивалі сучасного мистецтва «Цех» у Харкові ще за життя (але не за участю) Ю. Каплана.
- Анатолій Мозжухін, Київ (з 14 січня 2017)[6][9]. Обраний на фестивалі 5-го Міжнародного літературно-музичного конкурсу «Зірка Різдва» у Запоріжжі як наступник Л. Вишеславського і Ю. Каплана та пропагандист ідей Хлєбникова.
- Світлана Скорик, Запоріжжя (з 28 травня 2017)[6][10]. Отримала звання від А. Мозжухіна.